# Klunder (waterschap)
De Klunder is een voormalig waterschap in de provincie Groningen.
De polder lag ten westen van Thesinge en lag tussen de Boersterwaterlozing in het noorden en het Geweide in het zuiden. In het westen grensde het aan de huidige Eemshavenweg. De polder had rechte oostgrens, terwijl de westgrens trapvormig was. In het noorden was het ongeveer 250 m breed, in het midden 400 en in het zuiden 750 m. De molen van het waterschap stond op de plek waar het Geweide de Eemshavenweg kruist.
Waterstaatkundig gezien ligt het gebied sinds 1995 binnen dat van het waterschap Noorderzijlvest.